# Babadan (Limpung)
Babadan is een bestuurslaag in het regentschap Batang van de provincie Midden-Java, Indonesië. Babadan telt 3917 inwoners (volkstelling 2010).